# Kolcomysz innozębna
Kolcomysz innozębna (Acomys louisae) – gatunek ssaka z podrodziny sztywniaków (Deomyinae) w obrębie rodziny myszowatych (Muridae), występujący na Półwyspie Somalijskim.

## Zasięg występowania
Kolcomysz innozębna występuje we wschodniej Afryce zamieszkując w zależności od podgatunku:
- A. louisae louisae – południowa Somalia i skrajnie wschodnia Kenia.
- A. louisae umbratus – południowe Dżibuti i północna Somalia.

## Taksonomia
Gatunek po raz pierwszy zgodnie z zasadami nazewnictwa binominalnego opisał w 1896 roku brytyjski zoolog Oldfield Thomas nadając mu nazwę Acomys louisae. Holotyp pochodził z obszaru 40 mi (64 km) na południe od Berbery, w Somalii.
A. louisae został umieszczony w podrodzaju Peracomys i wyodrębniony z grupy gatunkowej A. subspinosus na podstawie cech uzębienia (wśród innych kolcomyszy wyróżnia go nietypowe uzębienie (stąd nazwa)); jego ważność jako gatunku została później potwierdzona szerszymi danymi morfologicznymi. Autorzy Illustrated Checklist of the Mammals of the World rozpoznają dwa podgatunki.

### Etymologia
- Acomys: gr. ακη akē „ostry punkt”; μυς mus, μυός muos „mysz”[8].
- louisae: Louise Jane Forbes Lort Phillips z domu Gunnis (1857–1946), żona brytyjskiego łowcy dużych zwierząt Ethelberta Lort Phillipsa[9].
- umbratus: łac. umbratus „zacieniony”, od umbrare „zacienić”[10].

## Morfologia
Długość ciała (bez ogona) 79–95 mm, długość ogona 86–104 mm, długość ucha 12–15 mm, długość tylnej stopy 16 mm; brak szczegółowych danych dotyczących masy ciała.

## Biologia
Kolcomysz innozębna jest spotykana do wysokości 500 m n.p.m. Zamieszkuje podobne tereny co kolcomysz ognista (A. ignitus), kolcomysz sawannowa (A. kempi) i kolcomysz drobna (A. wilsoni): obszary żwirowe wśród suchej sawanny; na północy zasięgu żyje także na terenach trawiastych. Prowadzi naziemny tryb życia, jest owadożerna. Nie wiadomo, czy potrafi przetrwać w zaburzonym środowisku.

## Populacja
Międzynarodowa Unia Ochrony Przyrody uznaje kolcomysz innozębną za gatunek najmniejszej troski. Nie są znane zagrożenia dla gatunku, jest on szeroko rozpowszechniony i pospolity w sprzyjającym środowisku.